# ニール・アバークロンビー
ニール・アバークロンビー（英語：Neil Abercrombie、1938年6月26日 - ）は、アメリカ合衆国・ニューヨーク州バッファロー出身の政治家、民主党員。 アメリカ合衆国下院議員(通算期)、第7代ハワイ州知事

## 経歴・人物
1938年6月26日、アバークロンビーはニューヨーク州バッファローに生まれた。ウィリアムズヴィレ高校(現在のウィリアムズビレ・サウス高校)を卒業すると、ニューヨーク州スケネクタディにあるユニオン・カレッジで社会学を学び、1959年に学士号を取得した。その後、ハワイ大学マノア校で社会学の修士号とアメリカ研究の博士号を取得した。
マノア校在学中には、バラク・オバマ大統領の両親であるアン・ダナム、バラク・オバマ・シニアと親交を深めた。

## 政治家として
1970年、アバークロンビーは民主党の上院議員候補を目指すも失敗。その後、1974年からハワイ州下院議員を2期、1978年からハワイ州上院議員を2期務めた。
1986年7月、セシル・ヘフテルはハワイ州知事選に出馬するために連邦下院議員を辞職した。空白となった議席を埋めるため、1986年特別選挙が行われた。アバークロンビーは同選挙に当選し、ヘフテルの任期を引き継いだ。しかし、1986年通常選挙では民主党予備選挙でムフィ・ハンネマンに敗れた。その後、1988年からホノルル市議会議員を1期務めた。
アバクロンビーは初期の選挙戦で、車体側面に名前と顔を描いた黄色いチェッカー・タクシーを走らせていた。これは従来の選挙運動の方法では資金が足りないため、行った宣伝方法だったが、アメリカ本土から来たアウトサイダーとしての立場と、型破りなスタイルを象徴するものとなっていた。
市議会議員の任期が切れる1990年、アバクロンビーは下院議員選挙に立候補・当選。その後、2010年にハワイ州知事選に出馬するために辞任するまで、10選を果たした。

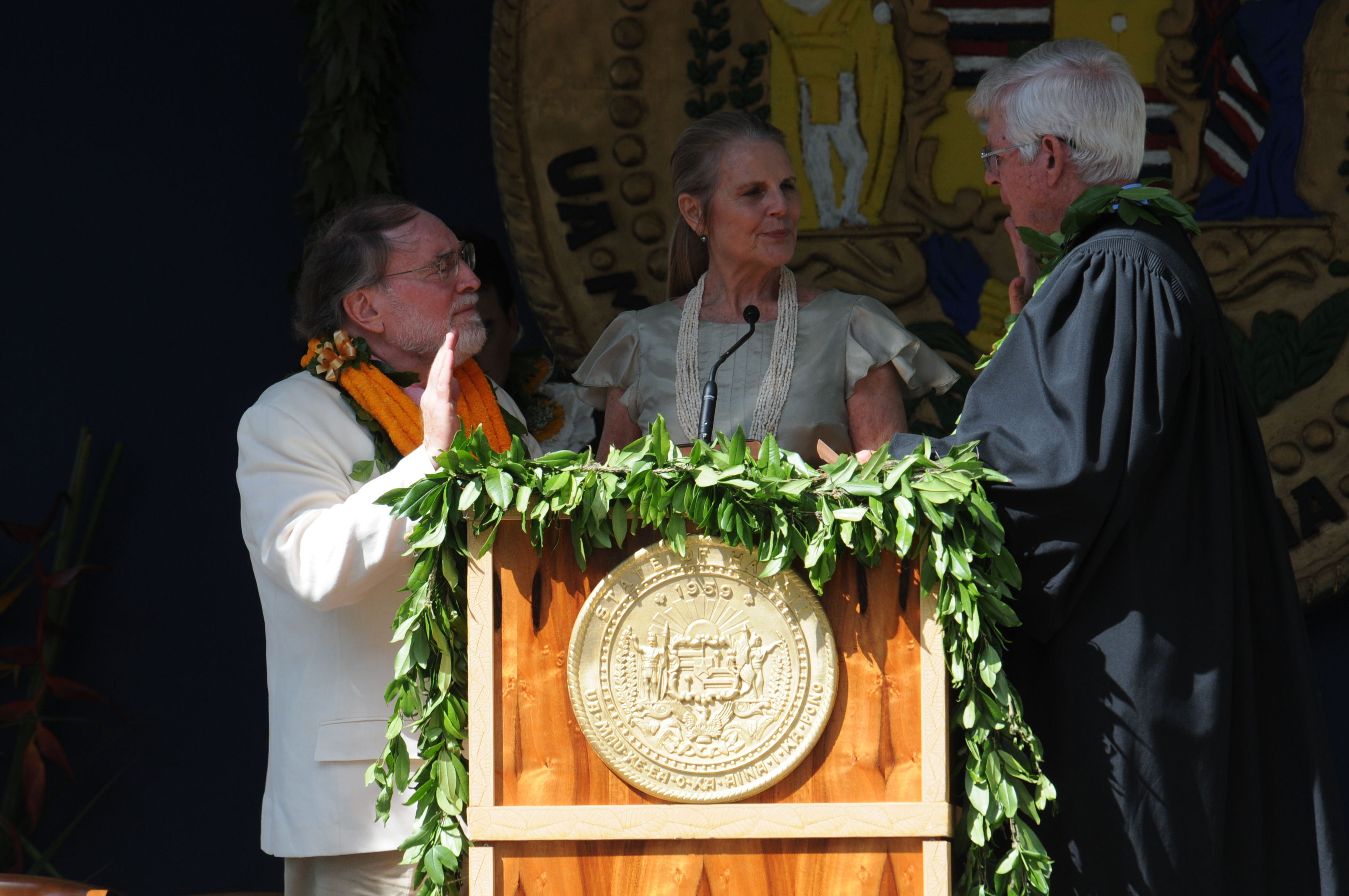
ハワイ州知事に就任するアバークロンビー

2009年3月9日、アバクロンビーはハワイ州知事選への立候補を表明。12月11日に下院議員を辞職することを発表した。アバクロンビーの後任は、共和党のチャールズ・ジュウだった。ハワイ州選出の下院議員に共和党員が選出されるのは、パット・サイキ以来のことだった。
選挙期間中、アバクロンビー氏は「A New Day in Hawaii Plan」を発表し、ハワイの価値観や優先事項に基づいたロードマップを提供した。
アバクロンビーは、2010年9月18日に行われた民主党予備選で、元ホノルル市長のムフィ・ハンネマンを破り、民主党候補となった。11月2日に共和党のデューク・アイオナ候補を破り、第7代ハワイ州知事に就任した。就任時、アバクロンビーは72歳と、現職の州知事としては最高齢だった。2011年1月3日、ジェリー・ブラウンが74歳でカリフォルニア州知事に就任したため、現職最高齢州知事の座を1ヶ月ほどで譲ることになった。

## 個人的生活
1981年、アバクロンビーは、ハワイ大学マノア校のグローバリゼーション研究センターに所属する政治学者・フェミニスト作家のナンシー・キャラウェイと結婚した。
アバクロンビーの趣味はパワーリフティングである。自分の誕生日に、年齢よりも200ポンド(約90.7kg)重いバーベルを持ち上げるという目標を掲げている。72 歳の誕生日には 272 ポンド(約123.4kg)のベンチプレスを行った。